# Frühstück
Frühstück – wrocławski zespół rockowy, grający od 1997 roku w niemal niezmienionym składzie. Tworzy go śpiewający po angielsku frontman z Holandii, Martijn Krale oraz muzycy: Wojtek „Łoś” Karel (bas), Marcin „Szczypior” Karel (git) i Tomasz „Scottie” Kuźbik (dr). Zespół w niedzielę 27 kwietnia 2014 roku rozpoczął promocję czwartej płyty długogrającej pt. „STORY”, której premiera odbyła się we Wrocławskim Firleju. 16 marca 2016 roku ukazała się kolejna płyta zespołu pt. „Brother”.

## Muzycy
Obecny skład zespołu
- Martijn Krale – śpiew
- Wojtek „Łoś” Karel – gitara basowa
- Marcin „Szczypior” Karel – gitara
- Tomek „Scottie” Kuźbik – perkusja

Byli członkowie zespołu
- Przemek Dąbrowski – perkusja
- Daniel Kulik – gitara
- Piotr „Kopara” Karel – gitara

### Dyskografia
LP:
1. 2000 :mine (LP)
2. 2003 Muza (LP)
3. 2012 Quiet (LP)
4. 2014 Story (LP) – płytę promują dwa single: „Rage” oraz „Still The Same”.
5. 2016 Brother (LP)

EP:
1. 1998 Demo (EP)
2. 1999 Mask (EP)
3. 2005 Mud (EP)
4. 2007 Be Careful (EP)
5. 2010 Follow (EP)